# Cornelis Droochsloot
Cornelis Droochsloot ou Cornelius Droochsloot (1640, Utrecht – vers 1674, Utrecht) est un peintre néerlandais du siècle d'or.

## Biographie
Cornelis Droochsloot étudie la peinture auprès de son père Joost Cornelisz Droochsloot. Il est peintre actif à Utrecht et est connu pour ses peintures de scènes de genre, de scènes paysannes et de paysages.

## Œuvres

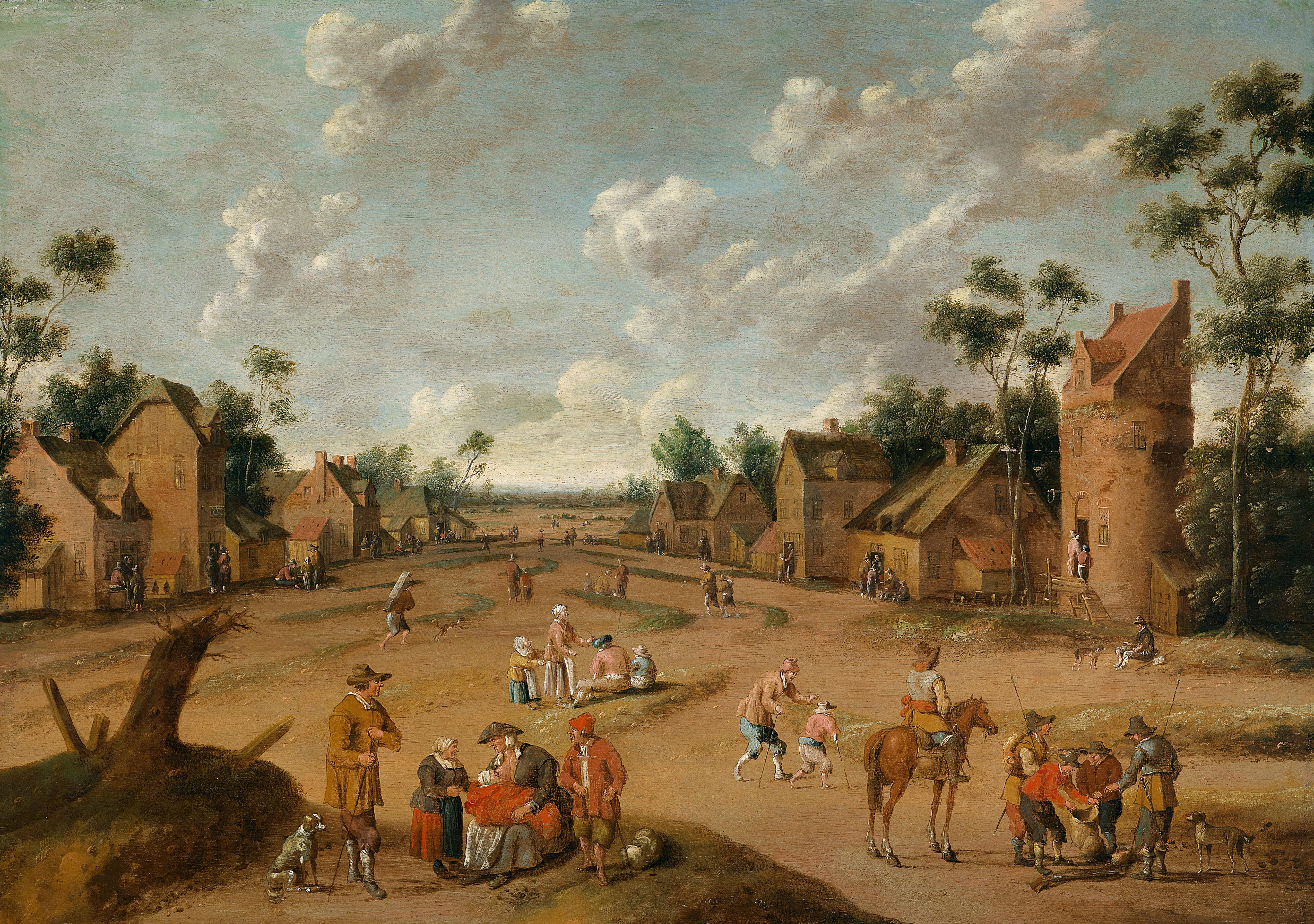
Scène de village par Cornelis Droochsloot.

- Rue de village[2], Rijksmuseum, Amsterdam
- Village sur la rivière[3], Musée Bredius, La Haye
- La parabole du grand souper[4], Musée Bowes, Londres